# St-Denis (Montreuil-sur-Epte)

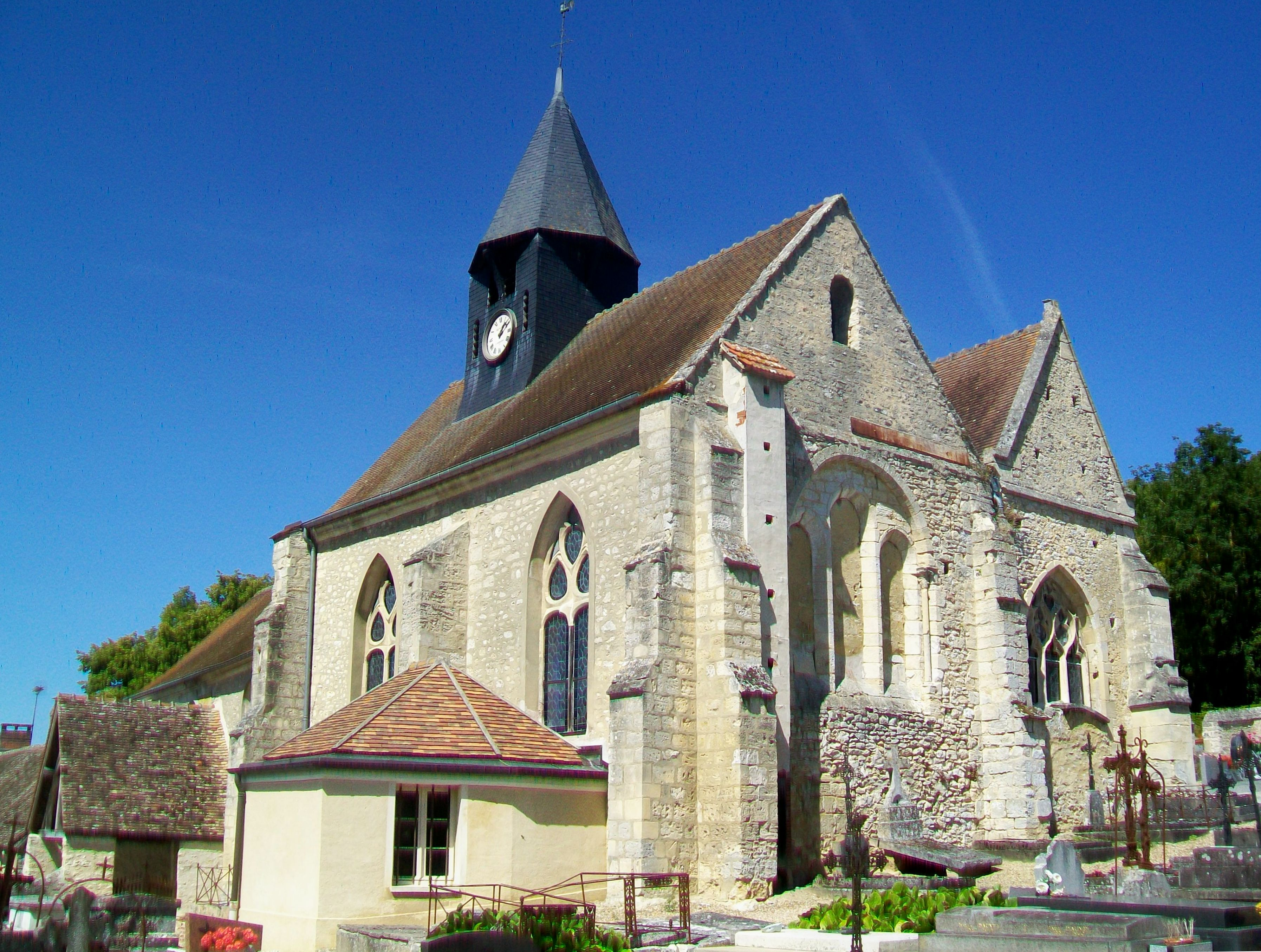
Kirche St-Denis in Montreuil-sur-Epte

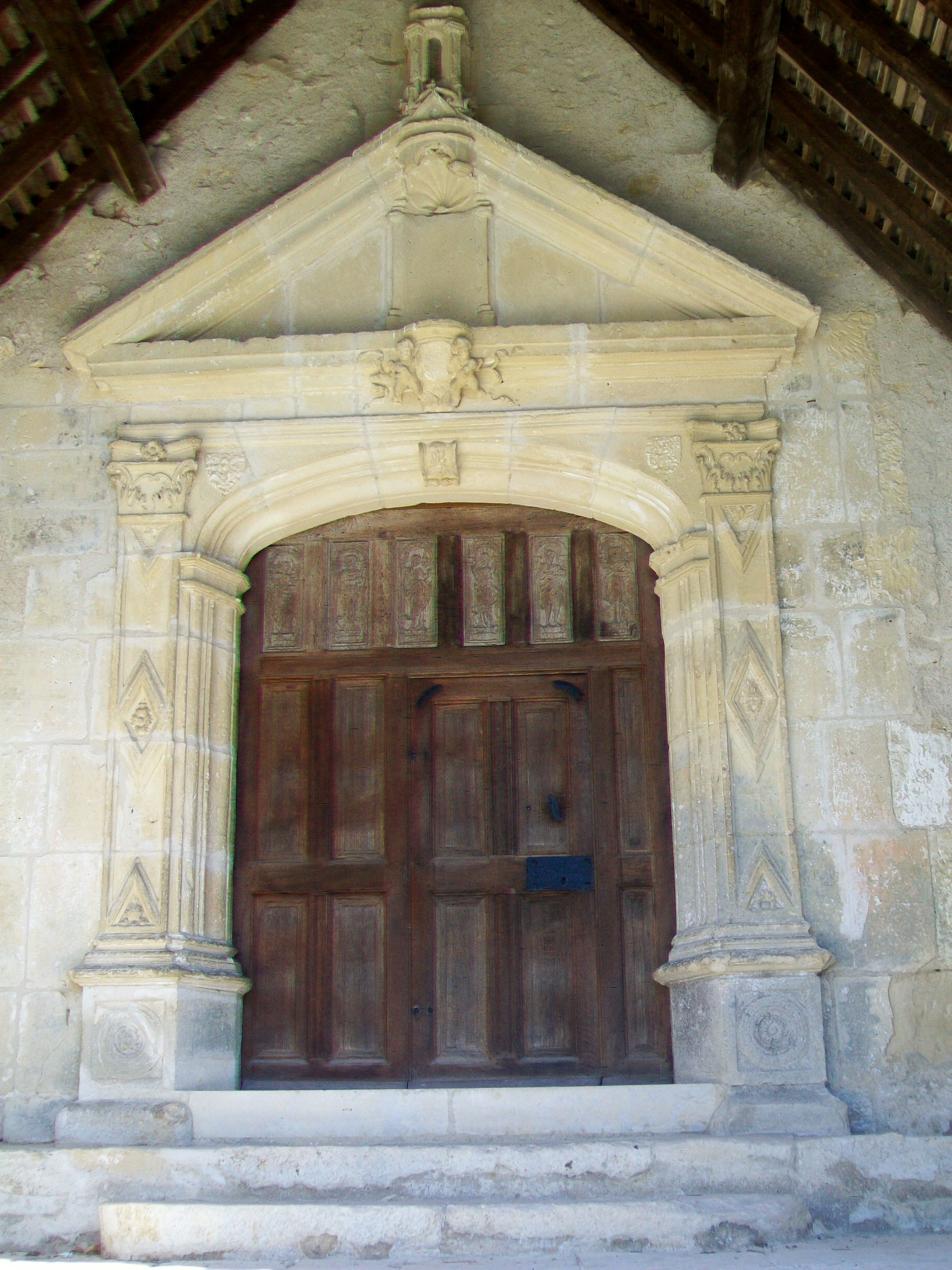
Südportal

Die katholische Kirche St-Denis in Montreuil-sur-Epte, einer Gemeinde im Département Val-d’Oise in der französischen Region Île-de-France, wurde ab dem 13. Jahrhundert erbaut. Die Kirche ist seit 1985 als Monument historique geschützt.
Nach der teilweisen Zerstörung im Hundertjährigen Krieg wurde die Kirche wieder aufgebaut, wobei die Breite des Chores verdoppelt wurde.
Die Sakristei wurde im 18. Jahrhundert angebaut.